# Willem Bernard Engelbrecht
Willem Bernard Engelbrecht (Batavia, 11 augustus 1881 - Utrecht, 7 januari 1955) was een in Nederlands-Indië opgegroeide diplomaat en nationaalsocialistisch bestuurder. Zijn vader Willem Anthony Engelbrecht was een belangrijk Nederlands jurist en een van de voorlopers van de zogenoemde ethische politiek betreffende Nederlands-Indië.

## Leven en werk
Engelbrecht was diplomaat in dienst van de Nederlandse regering. In 1934 was hij gezant in Warschau toen hij vanwege bezuinigingen op wachtgeld werd gesteld. Hij meldde zich in mei 1940 aan als lid van de Nationaal-Socialistische Beweging (NSB) van Anton Mussert. Engelbrecht was van oktober 1941 tot mei 1945 werkzaam als Commissaris der Provincie (de nationaalsocialistische benaming van Commissaris der Koningin) in Utrecht. Hij had geen aandacht voor het provinciaal bestuur en was met zijn gedachten meer bij zijn geknakte carrière. Op 23 juli 1942 werd Engelbrecht benoemd tot voorzitter van het Nederlandse Rode Kruis als opvolger van prinses Juliana. Na grote aarzelingen van de rest van het bestuur besloten zij hem te aanvaarden mits "hij nooit de voorzitterszetel zou innemen (dus nooit de voorzittershamer zou krijgen), niet de minste verandering zou brengen in het bestuur en de doelstelling van het Rode Kruis en geen stukken zou tekenen zonder onze voorkennis". Engelbrecht accepteerde deze "vernederende voorwaarden".
Engelbrecht stond in het voorjaar van 1946 in Utrecht terecht voor de bijzondere rechtskamer. Zijn gezondheid was zo slecht dat hij op een brancard de rechtszaal werd binnengedragen. Hem werd het lidmaatschap van de NSB, de Nederlandsche SS, het Nederlandsch Verbond voor Sibbekunde, alsmede het voorzitterschap van het Rode Kruis ten laste gelegd. Voorts werd hij ervan beschuldigd dat hij de Duitse bezetting had misbruikt om zich te verrijken. Engelbrecht werd veroordeeld tot een gevangenisstraf van drie jaar, ontzegging van de kiesrechten en het recht om een openbaar ambt te bekleden. Een deel van zijn vermogen werd verbeurd verklaard en zijn ridderorden werden hem ontnomen.
Engelbrecht trouwde op 17 juli 1911 te Bílovice in Moravië met Marie Karolina Julie gravin Logothetti (1891-1978), dochter van de Oostenrijks-Hongaarse diplomaat Hugo II Logothetti. Uit hun huwelijk werden twee zoons geboren. De oudste zoon, mr. Hugo W. Engelbrecht (1915-2004), was eveneens lid van de NSB. Hij was tijdens de oorlog werkzaam bij het Departement van Volksvoorlichting en Kunsten en het bureau algemeene zaken der NSB. In 1947 werd hij veroordeeld tot enkele jaren gevangenisstraf. Deze zoon is de vader van Wilken Engelbrecht.
Engelbrecht behoorde tot het Nederlandse geslacht Engelbrecht dat in 1960 werd opgenomen in het Nederland's Patriciaat.

## Literatuur

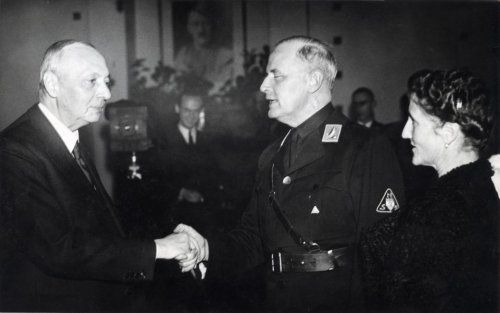
Engelbrecht (links) met Frederik Ernst Müller in NSB-uniform (1943)